# Agnes Block

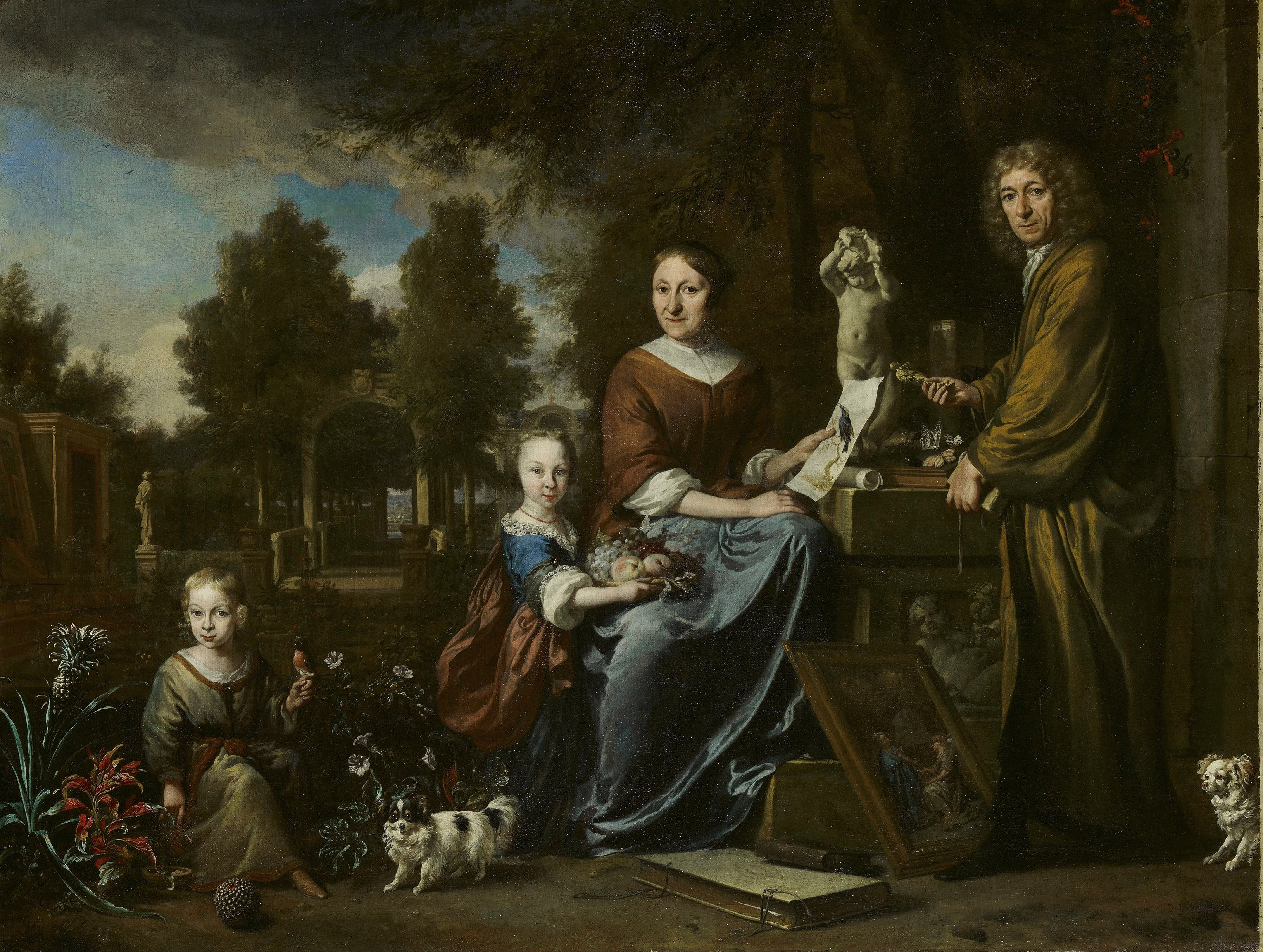
Jan Weenix: Agnes Block und ihre Familie im Garten ihres Landsitzes Vijverhof, c. 1690.

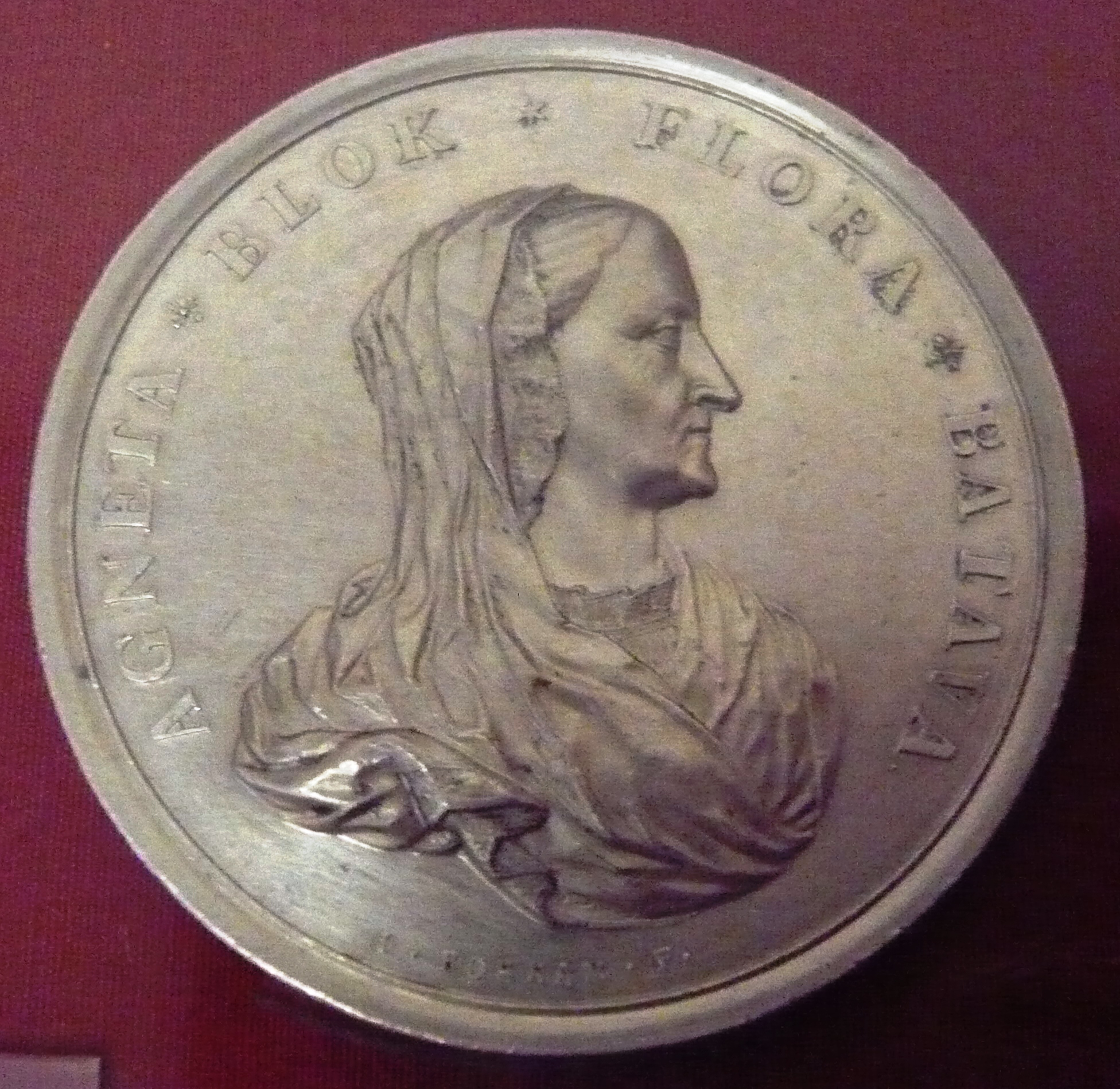
Agnes Block als Flora Batava auf einer Erinnerungsmünze von Jan Boskam, 1700

Agnes Block, auch Agneta Block (* 29. Oktober 1629 in Emmerich; † 20. April 1704 in Amsterdam) war eine niederländische Mennonitin, Kunstsammlerin und -mäzenin sowie Sammlerin tropischer Pflanzen. Sie gilt als die erste Europäerin, in deren Treibhäusern erfolgreich eine Ananaspflanze vom Schössling bis zur Fruchtreife gepflegt wurde. Sie hat außerdem eine Sammlung von Blumen- und Insektenzeichnungen und -gemälden zusammengetragen. Sie stand in engem Austausch mit Persönlichkeiten wie Jan Commelin, der zu den führenden Botanikern seiner Zeit zählte.

## Leben
Agnes Block war die Tochter eines erfolgreichen niederländischen Tuchkaufmanns. Sie heiratete 1649 zunächst Hans de Wolff (1613–1670), einen Amsterdamer Seidenhändler. Nachdem dieser 1674 gestorben war, heiratete sie Sijbrand de Flines (1623–1697). In Amsterdam lebte sie an der Herengracht in enger Nachbarschaft zu dem niederländischen Dichter und Dramatiker Joost van den Vondel, der mit Mayken de Wolff, einer Tante von Agnes Blocks erstem Ehemann, verheiratet war. Van den Vondel war an Freitagen regelmäßiger Gast im Hause von Agnes Block und gilt als der Mann, der sie maßgeblich beeinflusste.
Nach dem Tod ihres ersten Ehemanns erwarb Block einen Landsitz an der Utrechtse Vecht, wo sie begann eine große Sammlung von Kuriositäten zusammenzutragen. Ihre Sammelleidenschaft erstreckte sich auch auf Pflanzen. Die Niederlande galt im 17. Jahrhundert als das in Gartenkultur führende Land und entsprechend gab es hier die ersten Weiterentwicklungen von Treibhäusern, in denen exotische Pflanzen gepflegt werden konnten. Eines der ersten Gewächshäuser, in denen auf Grund der Lichtverhältnisse und der erzielbaren Bodentemperatur eine Kultivierung der begehrten und statusprächtigen Ananasfrüchte theoretisch möglich war, entstand 1682 im Hortus Botanicus Amsterdam. Drei Seiten des kleinen Hauses waren verglast, der Boden wurde von unten durch Torföfen beheizt und weitere Rohre erwärmten die Luft des Treibhauses. Als wohlhabende Sammlerin tropischer Pflanzen ließ Block auf ihrem Landsitz Ähnliches errichten und 1685 zogen die Gärtner von Agnes Block auf deren Anwesen Vijverhof erstmals aus einem Schössling eine einzelne Ananasfrucht heran. Block war auf diese Leistung so stolz, dass sie eine Silbermedaille schlagen ließ, um das Ereignis zu feiern. Die Medaille trug die Inschrift Fert Arsque Laborque Quod Natura Negat – Können und Arbeit bringen hervor, was die Natur nicht kann.
In niederländischen Institut für Kunstgeschichte wird Block als Papierschnittkünstlerin und Malerin geführt, allerdings sind keine ihrer Werke erhalten geblieben. Um ihre Sammlung an Gemälden und Zeichnungen zu ergänzen, beauftragte sie jedoch eine Reihe anderer Künstler. Ebenso wie ihre Werke ist auch diese Sammlung verloren gegangen, jedoch sind einzelne Werke in die Sammlungen späterer Kunstmäzene aufgenommen worden. Zu den von ihr beauftragten Künstlern zählen Alida Withoos, ihr Bruder Pieter Withoos, Johannes Bronkhorst, Herman Henstenburgh und Otto Marseus van Schrieck. Andere Künstler, die zeitweilig auf Vijverhof lebten und dort arbeiteten, sind Maria Sibylla Merian, ihre Tochter Johanna Helena Herolds-Graff, Pieter Holsteyn II, Nicolaas Juweel (Rotterdam, 1639 – Rotterdam, 1704), Jan Moninckx, Maria Moninckx, Herman Saftleven, Rochus van Veen, Marino Benaglia Venetiano und Nicolaes de Vree.

## Einzelbelege
1. ↑  Biography Agnes Block in 1001 Vrouwen uit de Nederlandse geschiedenis
2. ↑  Alida Withoos and her work - Digital exhibitions of Bibliotheek Wageningen UR
3. ↑   Beauman: The Pineapple - King of Fruit. S. 59.
4. ↑   Beauman: The Pineapple - King of Fruit. S. 60.
5. ↑  Agnes Block in the RKD
6. ↑  L. Missel, ‘Agnes Blok en Vijverhof’, in: Vrouwen in de botanie en kunst

| Personendaten    | Personendaten                                                                                   |
| ---------------- | ----------------------------------------------------------------------------------------------- |
| NAME             | Block, Agnes                                                                                    |
| ALTERNATIVNAMEN  | Block, Agneta                                                                                   |
| KURZBESCHREIBUNG | niederländische Mennonitin, Kunstsammlerin und Kunstmäzenin sowie Sammlerin tropischer Pflanzen |
| GEBURTSDATUM     | 29. Oktober 1629                                                                                |
| GEBURTSORT       | Emmerich, heute Emmerich am Rhein                                                               |
| STERBEDATUM      | 20. April 1704                                                                                  |
| STERBEORT        | Amsterdam                                                                                       |